# ФК Јорк јунајтед
ФК Јорк јунајтед (енгл. York United FC) је канадски фудбалски клуб из Торонта. Тим је део Канадске премијер лиге, која је најјача професионална фудбалска лига у земљи.
Своје утакмице играју на стадиону Јорк лајонс који је у власништву Универзитета Јорк.

## Тренери
|                       | \| Име \| Година \| \| --------------------- \| --------- \| \| Џим Бренан \| 2018–2021 \| \| Мартин Неш \| 2021–2024 \| \| Мауро Еустакио (в.д.) \| 2024 \| \| Бенхамин Мора \| 2024 \| \| Мауро Еустакио \| 2024– \| |
| Име                   | Година |
| Џим Бренан            | 2018–2021 |
| Мартин Неш            | 2021–2024 |
| Мауро Еустакио (в.д.) | 2024 |
| Бенхамин Мора         | 2024 |
| Мауро Еустакио        | 2024– |